# Лопеш, Анкуйям
Анкуйям Лопеш (порт. Ancuiam Lopes; род. 6 марта 1991 года, Гвинея-Бисау) — португальский легкоатлет, специализирующийся в спринтерском беге. До 2014 года выступал за Гвинею-Бисау.

## Биография
Выступал на международных соревнованиях за Гвинею-Бисау: в 2009 году отобрался в финал бега на 100 метров на Играх португалоязочных стран, где занял 8-е место, на Ибероамериканском чемпионате 2010 года показал 19-е время в предварительных забегах.
В 2013 году на турнире в испанской Саламанке повторил национальный рекорд на дистанции 100 метров — 10,36.
В январе 2014 года получил гражданство Португалии, где жил до этого на протяжении четырёх лет. С 2015 года тренируется во Франции, в городе Ножан-сюр-Уаз у тренера Лорана Эрню.
Стал серебряным призёром чемпионата Португалии 2016 года в беге на 100 метров и бронзовым — на дистанции вдвое длиннее, после чего был вызван в сборную страны на чемпионат Европы. На континентальном первенстве Лопеш бежал в эстафете 4×100 метров, где португальцы показали 12-е место в предварительных забегах и не попали в финал.

## Основные результаты
| Год  | Турнир           | Место проведения      | Дисциплина       | Место       | Результат |
| ---- | ---------------- | --------------------- | ---------------- | ----------- | --------- |
| 2016 | Чемпионат Европы | Амстердам, Нидерланды | эстафета 4×100 м | 12-е (заб.) | 39,51     |